# Ana Elisa Flores
Ana Elisa Flores da Cruz, ou simplesmente Ana Elisa Flores (nascida na capital) foi a sexta paulista a ser eleita Miss Brasil em 2 de junho de 1984, derrotando, inclusive, a Miss Pernambuco, a hoje atriz Suzy Rêgo, que foi a segunda colocada.

## Biografia
Dois anos antes de ser eleita Miss Brasil, Ana Elisa já havia participado de um concurso de beleza de funcionárias do Banco Itaú. Como sua mãe trabalhava na instituição financeira, a futura Miss SP foi inscrita e venceu o "Miss Itaú", como o evento era chamado.
Como Miss São Paulo (eleita em um quadro especial do Programa Sílvio Santos), Ana Elisa representou a capital e se tornou a única paulistana a vencer o concurso estadual e o nacional na cidade-sede (o evento ocorreu no Palácio das Convenções do Anhembi) e durante o período em que este esteve sob a promoção do SBT.

### Disputa internacional
No Miss Universo, realizado em 9 de julho em Miami, ela  não conseguiu classificação. Ana Elisa também participou do Miss América do Sul realizado em Lima, mas não chegou às finais.

### Após
Atualmente, Miss Brasil 1984 trabalha como fisioterapeuta.[carece de fontes?]